# Irvine’s Shipbuilding & Dry Docks Company
Irvine’s Shipbuilding & Dry Docks Company Ltd. war ein britisches Schiffbauunternehmen mit Werften in West Hartlepool, North East England. Das Unternehmen baute neben Trampschiffen und Colliers auch eine Reihe fortschrittlicher Stückgutschiffe sowie Kriegsschiffe.

## Geschichte
Das Unternehmen wurde 1863 von Robert Irvine und Alexander Currie als Irvine Currie & Co. gegründet und ließ im Jahr darauf das erste Schiff  von Stapel. Bis 1866 folgten weitere vier Schiffe, bevor die Werft für den Bau eines Trockendocks vorübergehend schloss. Currie verließ die Partnerschaft während der Schließung und das Unternehmen wurde ab 1866 als R. Irvine & Co. fortgeführt. Das Unternehmen führte in den folgenden Jahren seines Bestehens viele Schiffsreparaturen aus und legte eine Reihe eigens gehobener Havaristen wieder auf Kiel. Ab 1870 wurde erneut mit Schiffsneubauten begonnen und nach zehn Jahren begann Robert Irvine, die Führung des 1881 in Irvine & Co. umbenannten Unternehmen an seinen Sohn Robert Irvine Jr. weiterzugeben. Ab 1887 entstanden nur noch Stahlschiffe auf der Werft und in den Jahren 1896/97 wurde Christopher Furness Hauptanteilseigner. Die Führung der Werft wurde auf Robert Irvine Juniors Sohn David Irvine übertragen. Nach einer erneuten Schließung und Modernisierung eröffnete der Betrieb 1898 als Irvine’s Shipbuilding & Dry Docks Co. Ltd. wieder. Als der Gründer Robert Irvine 1903 starb, wurde die Werft von dessen Söhnen Robert Jr. und William Charles geleitet. 1909 wurde die Irvine-Werft mit der in Hartlepool-Middleton gelegenen Werft von Furness, Withy & Company zusammengeschlossen – die Arbeiter erhielten mit dem Zusammenschluss erstmals eine Gewinnbeteiligung am Unternehmen. Das 1913 bei Irvine’s gebaute Stückgutschiff Digby galt als schiffbaulich fortschrittlich, da es sieben wasserdichte Querschotten und Seitenpforten für die Übernahme von Fruchtladungen und Molkereiprodukten aufwies.
Im Ersten Weltkrieg entstanden neben einer Reihe von Schiffen für Unternehmen der Furness-Gruppe für die Britische Admiralität acht Typ-X-Motorleichter und vier Flower-Klasse-Geleitzugsicherungsschiffe (1 × Arabis-Klasse, 2 × Aubretia-Klasse und 1 × Anchusa-Klasse), von denen drei als Q-Schiffe abgeliefert wurden sowie acht War-Standardschiffe det Typen „B“, „C“ und „Z“, deren Fertigung bis 1920 fortgesetzt wurde.
Nach dem Ersten Weltkrieg zog sich die Furness-Familie 1919 aus der Werft zurück und bis zu den 1920er Jahren folgten weitere Besitzerwechsel. Im Zuge einer Schifffahrtskrise wurde der Schiffbau 1924 eingestellt und die Werft 1925 ein weiteres Mal geschlossen. Ein Konsortium übernahm die bankrotte Werft 1930 mit Inventar und eröffnete sie unter der Firma Irvine’s Shipbuilding & Dry Docks Company (1930) Ltd. wieder. Während der Weltwirtschaftskrise wurden bis 1938 überwiegend Schiffsreparaturen und Schiffsverschrottungen ausgeführt. Im Jahr 1938 wurde die Werft zur Abwicklung in die National Shipbuilders Security überführt. Die Werft wurde daraufhin geschlossen, aber von der Hafenbehörde in Stand gehalten und in den Jahren des Zweiten Weltkriegs erneut aktiviert. Nach Kriegsende wurde die Werft endgültig aufgelassen und die ehemaligen Werftgebäude 1951 abgebrochen. Die Trockendocks wurden wieder aufgefüllt und der Tees Sailing Club baute sein Vereinsheim auf dem Gelände.